# Osella FA1E
O FA1E é o modelo da Osella das temporadas de 1983 e uma prova de 1984 da Fórmula 1. 
Condutores: Piercarlo Ghinzani, Corrado Fabi, e Jo Gartner.

## Resultados[1]
(legenda) 
| Ano  | Chassi | Motor               | Pneus | N° | Pilotos            | 1   | 2   | 3   | 4   | 5   | 6   | 7   | 8   | 9   | 10  | 11  | 12  | 13  | 14  | 15  | 16  | Pontos | Posição  |  |
| ---- | ------ | ------------------- | ----- | -- | ------------------ | --- | --- | --- | --- | --- | --- | --- | --- | --- | --- | --- | --- | --- | --- | --- | --- | ------ | -------- |  |
|      |        |                     |       |    |                    |     |     |     |     |     |     |     |     |     |     |     |     |     |     |     |     |        |          |  |
|      |        |                     |       |    |                    | BRA | USW | FRA | SMR | MON | BEL | USE | CAN | GBR | GER | AUT | NED | ITA | EUR | RSA |     |        |          |  |
| 1983 | FA1E   | Alfa Romeo 1260 V12 | M     | 32 | Piercarlo Ghinzani |     |     |     | NQ  | NQ  | NQ  | Ret | NQ  | Ret | Ret | 11  | NQ  | Ret | Ret | Ret |     | 01     | NC (17º) |  |
| 1983 | FA1E   | Alfa Romeo 1260 V12 | M     | 31 | Corrado Fabi       |     |     |     |     |     |     |     |     | NQ  | NQ  | 10  | 11  | Ret | NQ  | Ret |     | 01     | NC (17º) |  |
|      |        |                     |       |    |                    |     |     |     |     |     |     |     |     |     |     |     |     |     |     |     |     |        |          |  |
|      |        |                     |       |    |                    | BRA | RSA | BEL | SMR | FRA | MON | CAN | USE | DAL | GBR | GER | AUT | NED | ITA | EUR | POR |        |          |  |
| 1984 | FA1E   | Alfa Romeo 1260 V12 | P     | 30 | Jo Gartner         |     |     |     | Ret |     |     |     |     |     |     |     |     |     |     |     |     | 02 (2) | 12º      |  |

↑1  Do GP do Brasil até Canadá, C.Fabi e Ghinzani (até a França) conduziram o FA1D com motor Ford Cosworth V8. 
↑2  Do GP do Brasil até a última prova da temporada, Ghinzani conduziu o FA1F com motor V8 turbo e Gartner a partir do GP da Grã-Bretanha. Com esse chassi, a escuderia marcou 2 pontos totais. 